# Ecleora solieraria
Ecleora solieraria es una polilla de la familia Geometridae. La especie fue descrita por primera vez por Jules Pierre Rambur habiendo sido descrita en 1833, con distribución en Francia, Andorra y España.
Es una polilla mediana con una envergadura de unos 30 mm.
Las larvas se alimentan de especies de Cupressus y Juniperus . 